# Psyche crassiorella
Psyche crassiorella là một loài sâu bướm thuộc họ Psychidae. Nó được tìm thấy từ các bờ biển của biển Địa Trung Hải, thông qua các khu vực ôn đới của châu Âu, Anh và phía bắc miền trung Fennoscandia. Trong dãy núi Alps nó được tìm thấy lên đến đỉnh cao của 1.200 mét.
Có hiện tượng dị hình lưỡng tính mạnh mẽ trong những con lớn. Con đực có cánh với sải cánh dài 14–16 mm, nhưng con cái là không cánh. Con trưởng thành mọc cánh từ tháng năm đến tháng bảy. Có một thế hệ mỗi năm.
Ấu trùng ăn nhiều loại cỏ, Bryophyte và Chlorophyta species và Lichen cũng như Geranium sanguineum.

## Hình ảnh

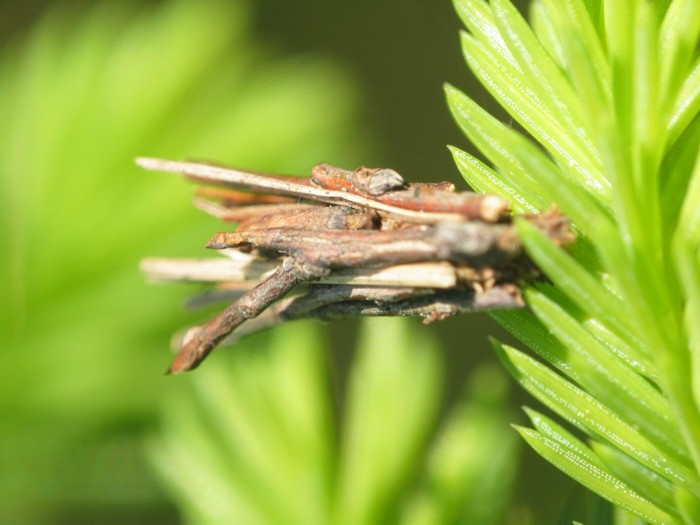